# Golfe Argolique
Le golfe Argolique, également appelé golfe de Nauplie, est un golfe débouchant sur la mer Égée, situé près de l'Argolide, sur la côte est du Péloponnèse, en Grèce. L'île principale du golfe est Spetses. Le golfe Argolique est entouré par deux districts régionaux, l'Arcadie et l'Argolide.

## Villes limitrophes
Parmi les villes et villages se trouvant en bordure du golfe Argolique, on peut notamment citer :
- Tyrós, au sud-ouest
- Leonídio, au sud-ouest
- Astros, à l'ouest
- Mýloi, au nord-ouest
- Néa Kíos, au nord-ouest
- Nauplie, au nord
- Tolo, au nord
- Drépano, au nord
- Iria Beach, au nord-est
- Pórto Chéli, au sud-est
- Île de Spetses, au sud-est

## Les îles

### Îles du golfe
Les îles principale du golfe sont Spetses, et Bourtzi dans une moindre mesure. Il existe également une île de modeste dimension, avec un château, nommée Plateia et voisine de l'île de Psili Nisida ; ces deux îles se trouvent au sud-est de Tolo.

### Les îles Argo-Saroniques
Le golfe Argolique et ses îles, notamment Spetses, sont parfois combinés avec le golfe Saronique et les îles Saroniques, sous le nom d'îles Argo-Saroniques :
- Hydra
- Égine
- Poros
- Angistri
- Dokos
- Salamine (Salamis)

## Tourisme
Le golfe d'Argolique constitue un excellent espace de navigation, en particulier pour les marins occasionnels et pour les sorties familiales en mer. Le golfe Argolique est bordé au nord et au nord-est par les hauteurs du Péloponnèse, ces dernières le protégeant l'été de l'Étésien, vent violent pouvant régulièrement atteindre force 7, surtout à l'est de la mer Égée. Néanmoins, des brises marines permanentes permettent une navigation à voile dans de bonnes conditions, mais sans les excès du vent et des vagues qui peuvent rendre la navigation dans les Cyclades et du Dodécanèse plus périlleuse.
Le golfe Argolique est traversé par de nombreuses lignes de ferries reliant Nauplie, Spetses, Hydra, Tyrós et Leonídio.

## Galerie

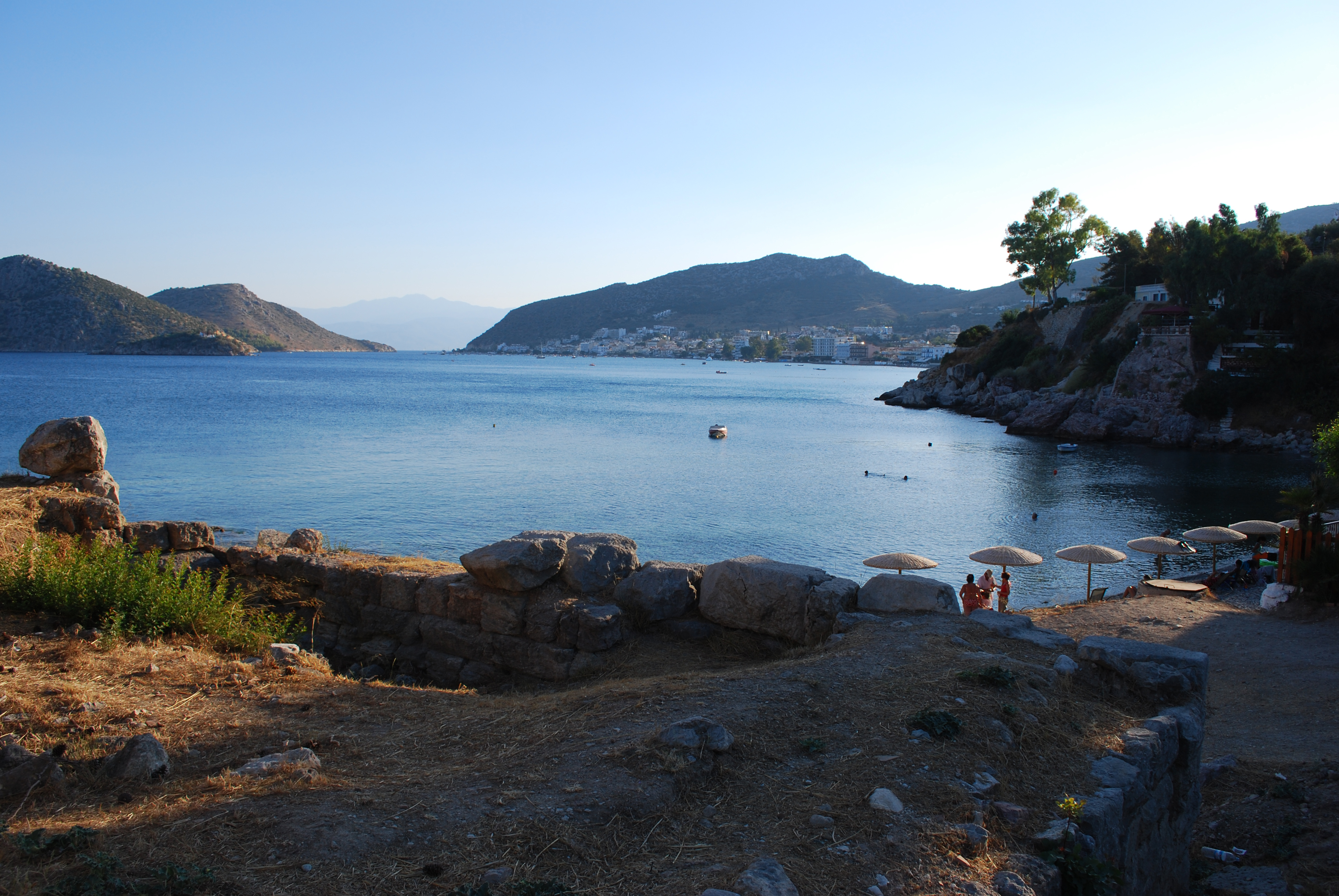
Enceinte de l'acropole mycénienne d'Asini.
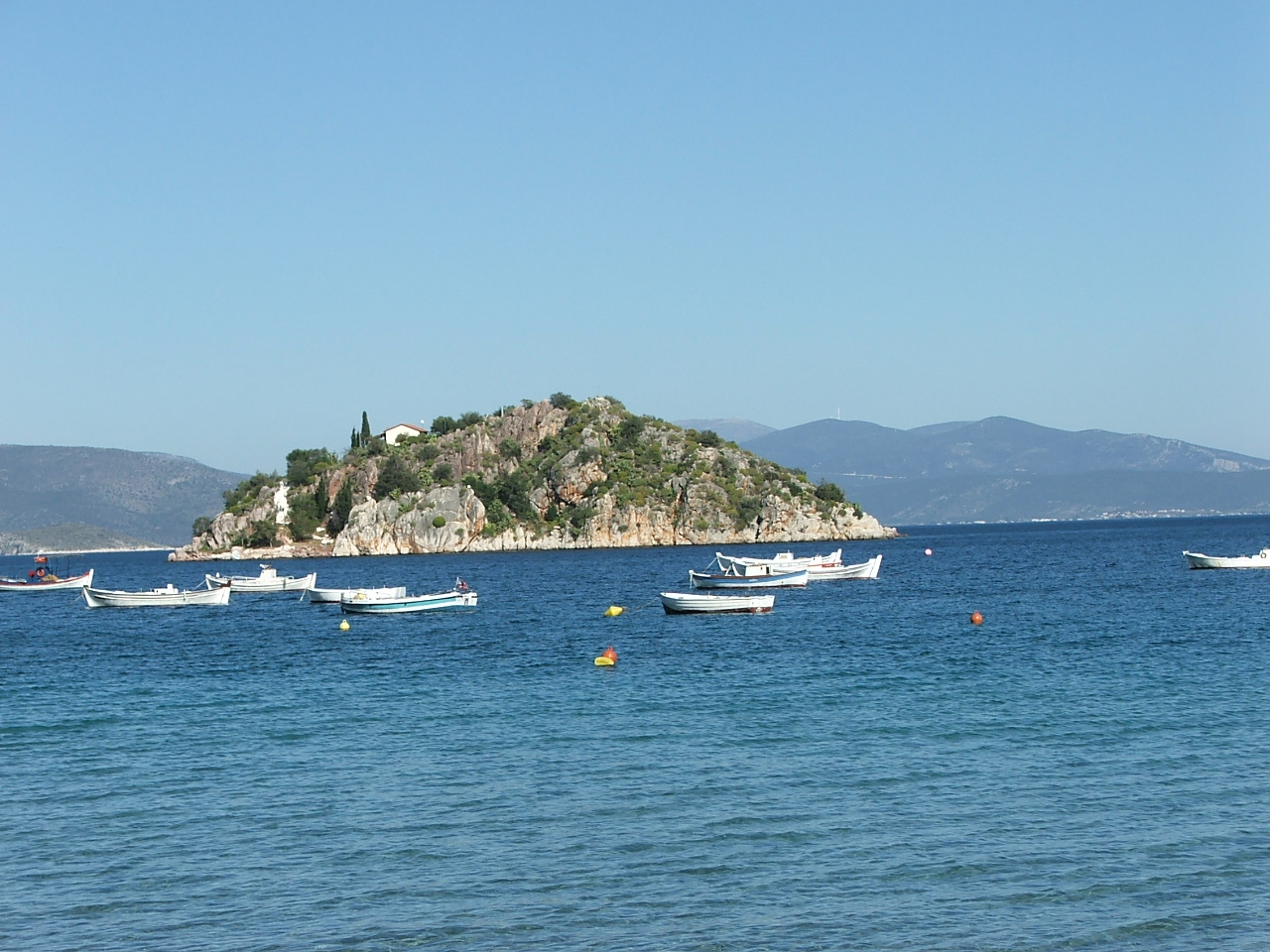
Île vue depuis Tolo.
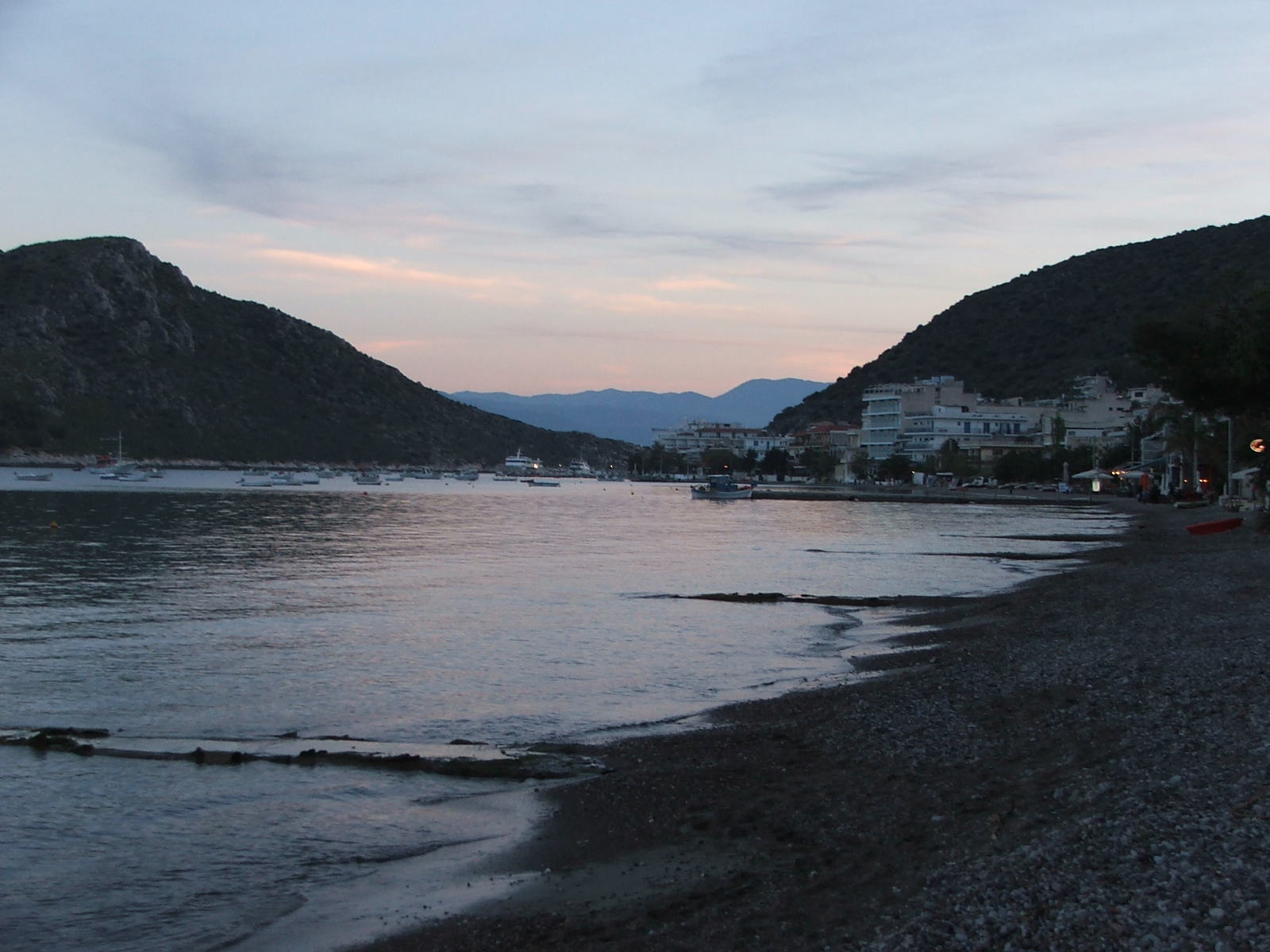
Panorama depuis Tolo.
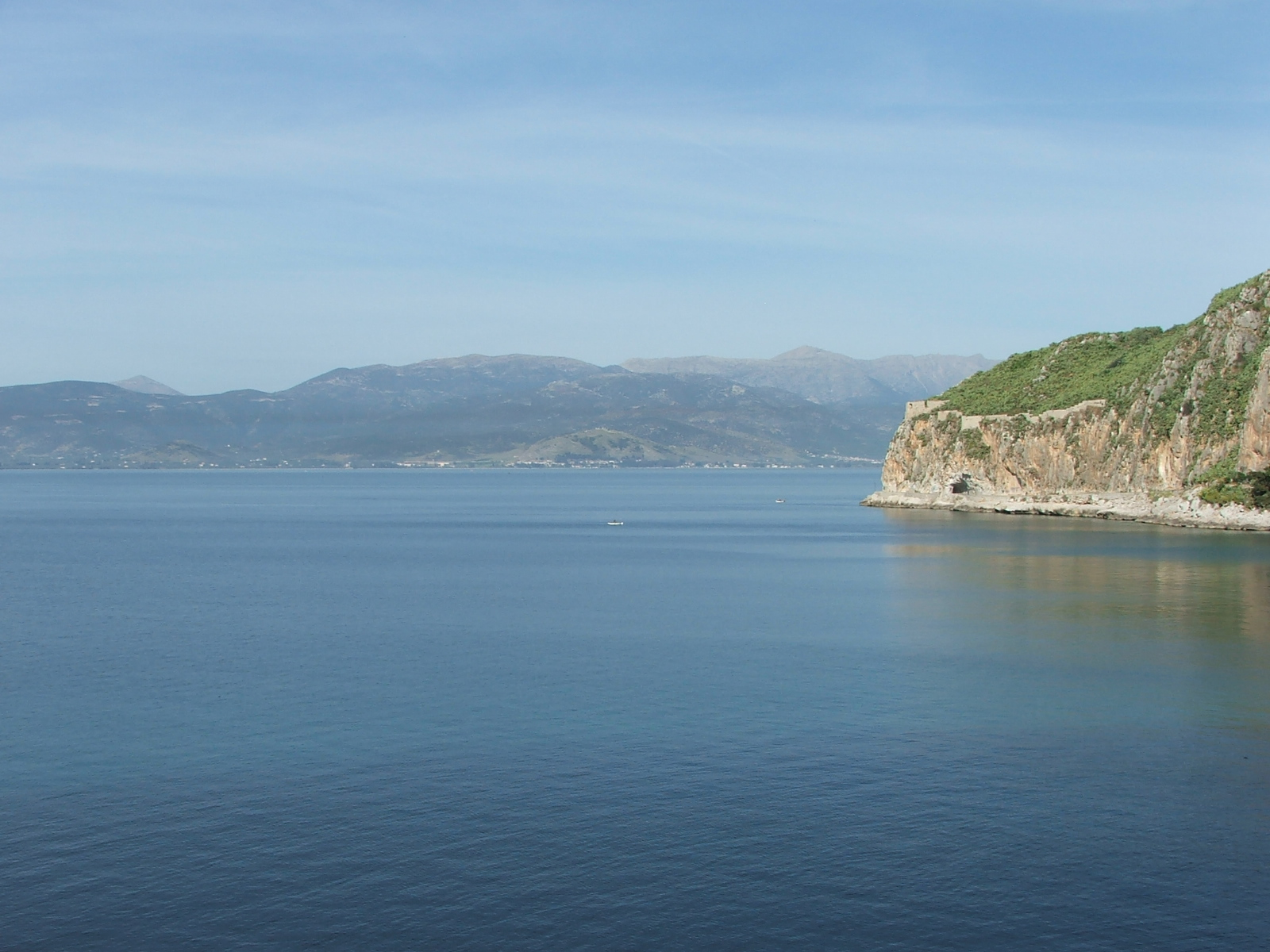
Vue sur le golfe Argolique depuis Palamidi.
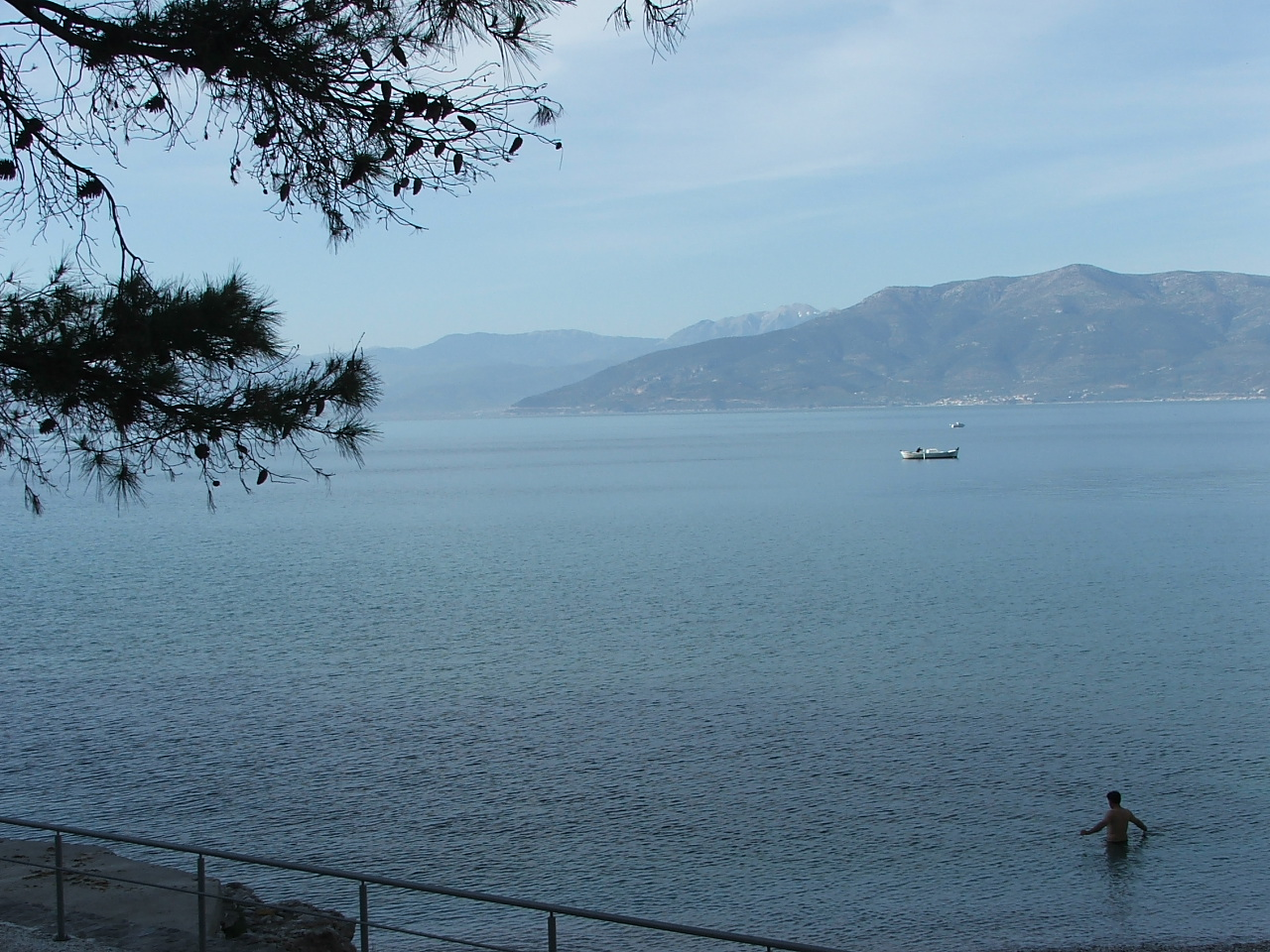
Vue depuis Nauplie.
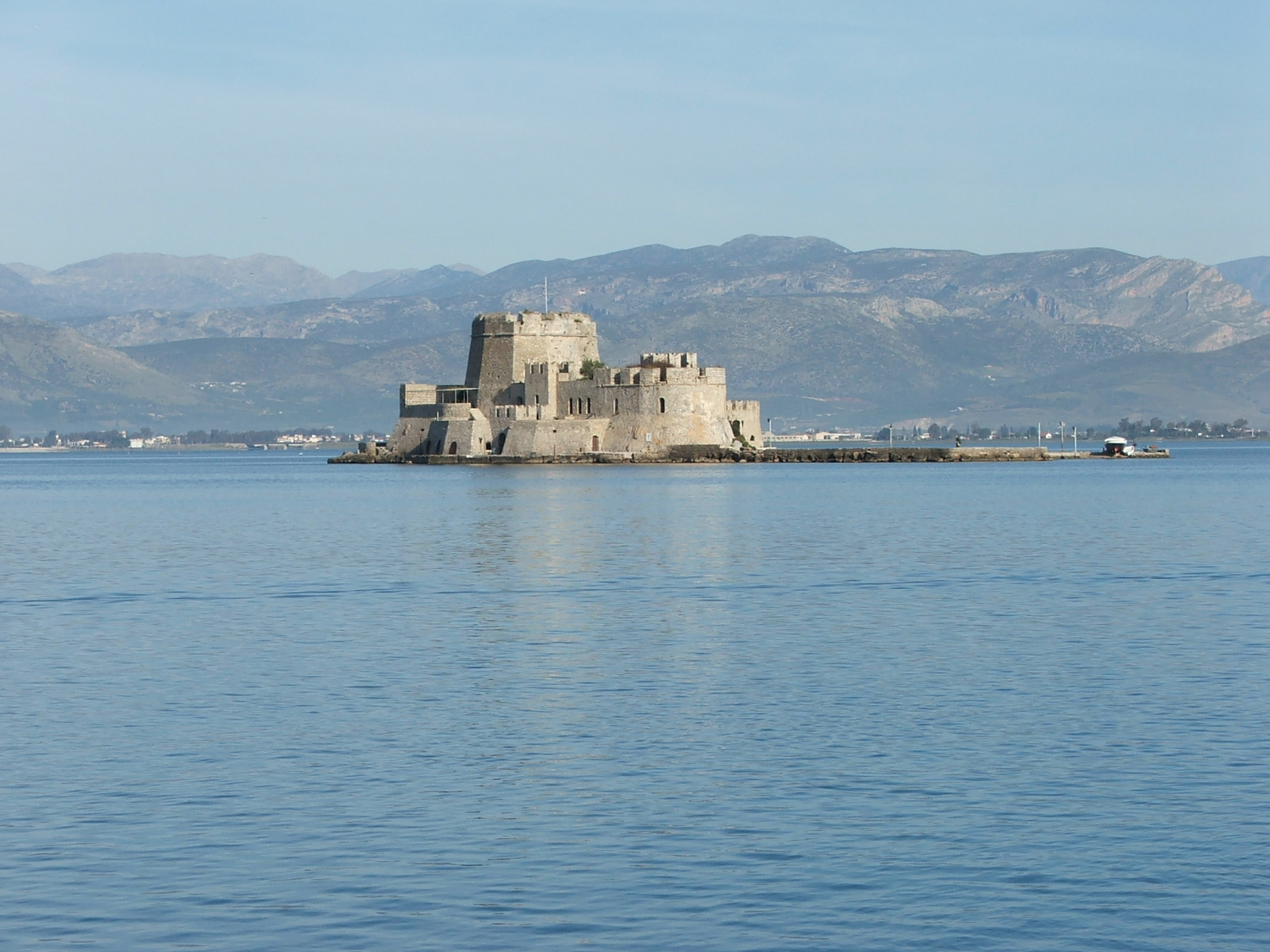
Tour de Bourtzi.
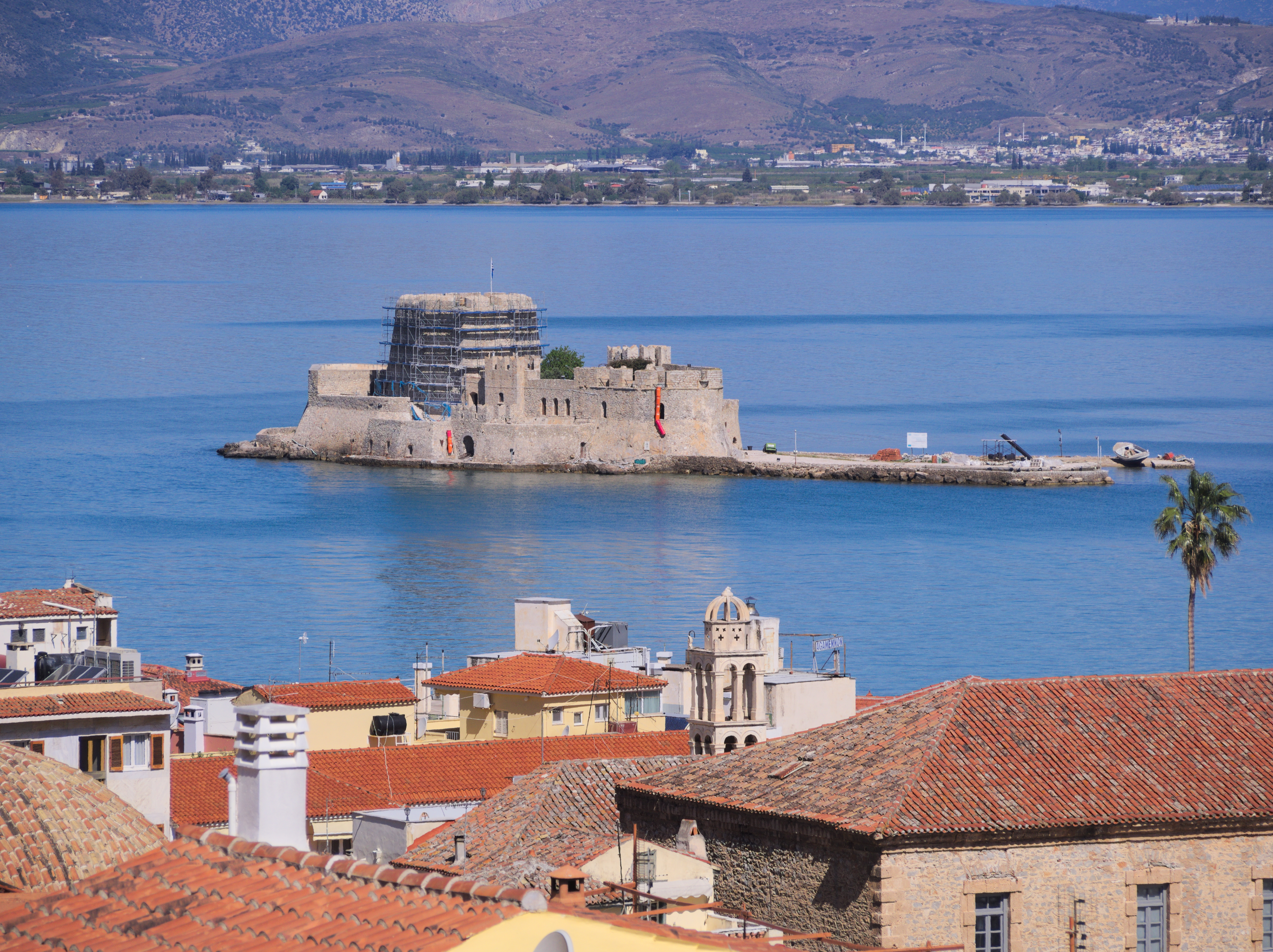
Île de Bourtzi
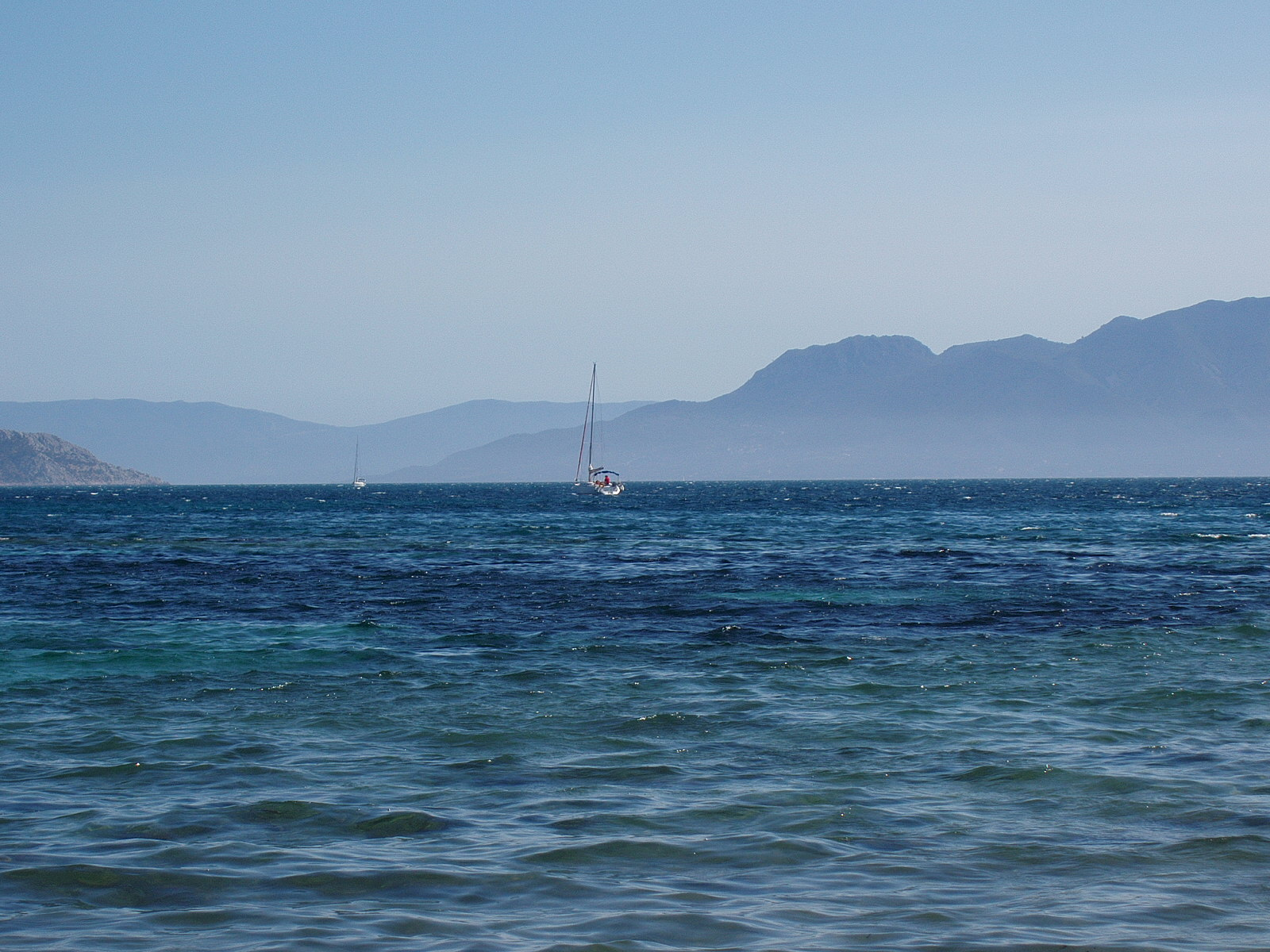
Vue depuis la marina de Nauplie.